# Pelargón
Pelargón fue la primera leche infantil en polvo disponible en España en pleno período de posguerra, producida por Nestlé a partir de 1944.
Actualmente se asocia simbólicamente en el imaginario colectivo español con los tiempos posteriores a la guerra civil española y la generación criada en los años 40 y 50.